# Bjärmetjärnen
Bjärmetjärnen är en sjö i Sundsvalls kommun i Medelpad och ingår i Indalsälven-Selångersåns kustområde.